# Olšany (Studená)
Olšany (německy Wolschan) jsou vesnice, část obce Studená v okrese Jindřichův Hradec v Jihočeském kraji. Nachází se asi šest kilometrů jižně od Studené. Je zde evidováno 63 adres. V roce 2011 zde trvale žilo 82 obyvatel.
Olšany leží v katastrálním území Olšany u Dačic o rozloze 4,07 km².

## Historie
V Olšanech byl odedávna svobodný dvůr a tvrz a jejich historie byla spojena s historií všech okolních vesnic, Velkého i Malého Jeníkova, Maršova, Horního Meziříčka a dokonce i Markvarce a Kostelního Vydří. Nejstarší zpráva o Olšanech pochází z roku 1350, kdy ves byla majetkem bratří Otty a Dětřicha z Olšan. Roku 1351 prodal Otto Dětřichovi 4 a půl lánu za 46 kop grošů a roku 1358 půl vsi s rybníky a lesy za sto hřiven Děpoldoví z Jelma. Také Dětřich prodal svůj majetek roku 1369 Oldřichovi z Heřmanče.
Spletitými majetkovými vztahy procházelo olšanské zboží v první polovině 15. století. Roku 1407 se spolčil Jaroslav Hrabě z Olšan s Bohuňkem z Maršova na svůj majetek a roku 1437 přibrali do spolku Mikuláše z Maršova a Mareše z Vydří. Toto majetkové společenství mělo zajistit dědictví tomu, kdo přežije své společníky. Po smrti Bohuňka z Maršova a Jaroslava z Olšan propůjčil král Vladislav roku 1451 Olšany a Maršov Mikuláši z Maršova a Marešovi z Vydří. Bohuňkova dcera Eliška však oba žalovala že jí, mocí a bezprávně drží její dědictví Jihlávku, Marsovné a Olšany s dvory. Spor se patrně táhl bezvýsledně delší dobu, až roku 1464 daroval král Vladislav Olšany a Maršov dědičně Václavovi z Vydří. Až do roku 1521 bylo olšanské zboží spojeno se statkem Koňasů z Vydří. Po smrti posledního majitele z tohoto rodu Jana Štítenského z Kostník došlo k dělení majetku, část Olšan a Maršov připadl třešťským pánům z Vrchovišť a zbytek koupil Bernard Hodějovský z Hodějova, majitel markvareckého statku. Ten brzy získal celý majetek a do roku 1611 patřily Olšany, Velký Jeníkov a Maršov k markvareckému panství. Toho roku prodal Oldřich z Hodějova Olšany a Velký Jeníkov Anně ze Štampachu, manželce Jana Babky z Meziříčka. Babkům v té době patřil již jen Skrýchov, jejich původní sídlo, Horní Meziříčko se sousedním Jelmem, které držely po dvě století, od nich roku 1593 koupil Adam z Hradce. Meziříčko bylo posledním ostrůvkem, který odděloval rozsáhlé telečské a hradecké panství pánů z Hradce a spolu se Strmilovem a Kunžakem bylo připojeno k Telči.
V majetku zemanské rodiny Babků zůstaly Olšany s Velkým Jeníkovem jen do roku 1664 a toto období připomíná název lesa Babkovka blízko Olšan. Po smrti své manželky zdědil obě vsi Jan Babka, ale brzy je prodal manželce svého příbuzného Oldřicha. Její syn Bedřich Babka prodal roku 1664 obě vsi krajskému hejtmanovi v Jihlavě Fabriciovi z Levenburku za 9500 zlatých. Jeho syn Maxmilián se v Olšanech usadil a roku 1677 přiznal k daňovým účelům, že na svém rytířském sídle v Olšanech má dva komíny. Patrně v té době byla olšanská tvrz, připomínaná ještě roku 1620, přestavěna na zámeček, jak se dochoval v nynější podobě. Kolem něho byly na počátku 18. století zahrady. Koncem 17. a počátkem 18. století byl olšanský statek předmětem majetkových spekulací cizí šlechty. Roku 1685 jej koupil majitel Malého Jeníkova Felix Hoslauer za 8445 zlatých, roku 1693 jej získal hrabě Schonewitz za 12850 zlatých. Po jeho smrti byl olšanský statek prodán dražbou ve prospěch jeho nezletilých dětí jihlavskému hejtmanovi Antonínu z Deblína roku 1709 a ten postupně přikoupil i Maršov a Malý Jeníkov. Celý tento statek prodal roku 1721 dačickému panství, které jej rozdělilo na tři menší dvory v Olšanech, Maršově a Malém Jeníkově. V této době používala cizí šlechta olšanský zámeček jen jako letní sídlo. Roku 1787 prodal dačický hrabě z Osteinu olšanský zámeček náboženské matici a ta v něm zřídila kostel a faru. Okolní hospodářské budovy statku zůstaly, sýpky a stodoly byly zbořeny až počátkem 20. století a stavební materiál se odvážel na stavbu maršovského dvora v roce 1913.
Na nejstarší olšanské obecní pečeti z počátku 18. století byl znak krojidla a nad ním písmena W W (Wes Wolšany). Po zrušení vrchnostenské správy byly Olšany střediskem politické obce i pro Maršov a Heřmaneč.

## Obyvatelstvo
V roce 1921 zde stálo 61 domů a žilo zde 299 obyvatel, všichni české národnosti.
| Rok            | 1869 | 1880 | 1890 | 1900 | 1910 | 1921 | 1930 | 1950 | 1961 | 1970 | 1980 | 1991 | 2001 | 2011 | 2021 |
| -------------- | ---- | ---- | ---- | ---- | ---- | ---- | ---- | ---- | ---- | ---- | ---- | ---- | ---- | ---- | ---- |
| Počet obyvatel | 342  | 354  | 407  | 342  | 330  | 299  | 267  | 185  | 163  | 138  | 134  | 104  | 97   | 82   | 95   |
| Počet domů     | 61   | 61   | 66   | 66   | 63   | 61   | 62   | 62   | 48   | 47   | 41   | 55   | 56   | 57   | 60   |

## Obecní správa
Při sčítání lidu v letech 1850–1976 Olšany byly samostatnou obcí, se kterým patřily nejprve do okresu Dačice, ale od roku 1960 v okrese Jindřichův Hradec. Od 30. dubna 1976 do 30. června 1985 byly částí obce Heřmaneč v okrese Jindřichův Hradec. Od 1. července 1985 jsou částí obce Studená v okrese Jindřichův Hradec. Poté se Heřmaneč opět osamostatnila, ale Olšany již zůstaly součástí Studené. Od 1. července 1974 do 29. dubna 1976 k obci patřil Velký Jeníkov.

## Pamětihodnosti
Olšanská fara má i dnes podobu původní tvrze a zámečku, kterým kdysi bývala, zachoval se i klenutý průjezd, kudy se vjíždělo na nádvoří, točité dřevěné schodiště do poschodí i kašna před zámečkem, tesaná z jediného kusu kamene, do které vedl starý dřevěný vodovod. Pod kostelem svatého Václava je dodnes hluboký sklep, tesaný ve skále, odkud podle pověsti měla vést chodba z tvrze na Pánovu skálu ve Stromkách. Dosud je patrné místo na zahradě před hájovnou, kde stála podsklepená panská stodola a v mladém lese za cestou panské sýpky, kde se podle legendy ukrýval i Karel Havlíček Borovský. Na zahradě před farou se našly základy hospodářských budov, snad starého ovčína a rozsáhlý sklep pod Tvrzovou chalupou naznačuje, kde stál panský pivovar. Na několika místech ve vsi i poté další roky rostl chmel, který se dochoval z doby koncem 17. století z původních chmelnic. Na pivovar také upomíná název chalupy U Sládků, kde patrně bydlel panský sládek, panské sídlo připomínají i názvy chalup U Štolbů a Štolbíčků, kde bydleli panští štolbové (podkoní). Dochovanou pamětihodností je venkovská usedlost čp. 21.
V blízkosti Olšan na návrší u heřmanečské silnice se nachází zvláštní památka kraje, starý židovský hřbitov, který je jedním z nejstarších v širokém okolí. Podle zprávy ze Židovského muzea v Praze byl založen nedlouho po roce 1600 a na nejstarších náhrobních kamenech je uváděn rok 1620. Na tomto hřbitově je 120 náhrobních kamenů s některými ještě čitelnými nápisy a několik dalších je zasazeno jako krycí desky na hřbitovní zdi podél pěšiny. Vchod na hřbitov vedl do staré márnice, dnes již sesuté, nízké, kamenné budovy kryté šindelovou střechou. Celý hřbitov má přibližně čtvercový tvar, všechny pomníky hledí svými nápisy k západu a hroby jsou za nimi na východní straně. V dolní části hřbitova, oddělené nízkou, kamennou podezdívkou, je řada malých pomníčků, snad dětských hrobů a jen v rohu hřbitova stojí osamocený větší náhrobek, který svou izolovaností asi připomíná nějakou dávnou tragédii. Podle tvarů náhrobních kamenů, srovnaných do několika pravidelných řad se dá určit i období jejich postavení. Některé pomníky jsou psané kromě písma hebrejského i písmem českým a německým. Poslední pohřeb na olšanském židovském hřbitově byl v roce 1938 a od té doby je hřbitov opuštěn, žádná z židovských rodin se po válce nevrátila (v Olšanech to byla rodina Jelínkova, Kolmanova, Bienenfeldova).
V Olšanech byla i židovská synagoga, která stála na místě dnešního domu pana Jaroslava Hřavy a měla číslo 19. Bylo to stavení roubené a obřady se zde konaly ještě před první světovou válkou. V roce 1921 tuto již zchátralou budovu koupila rodina Jelínkova a nechala ji zbořit, protože už nesloužila svému účelu. Na jejím místě byl postaven dům k bydlení, který slouží dodnes.

## Fotogalerie

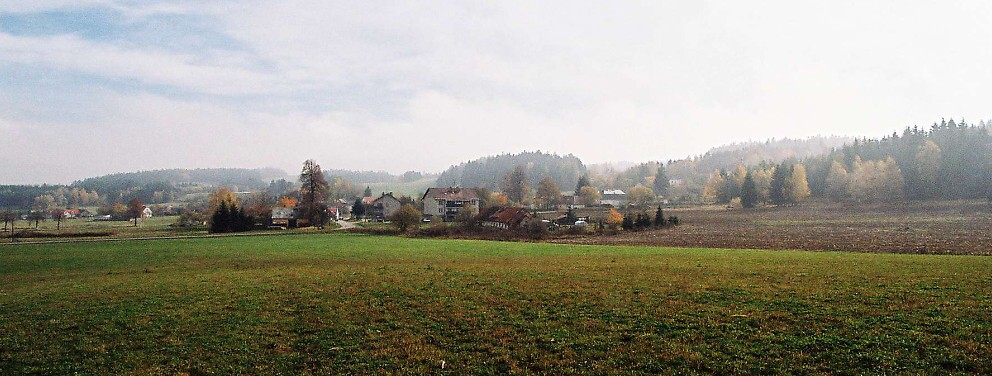
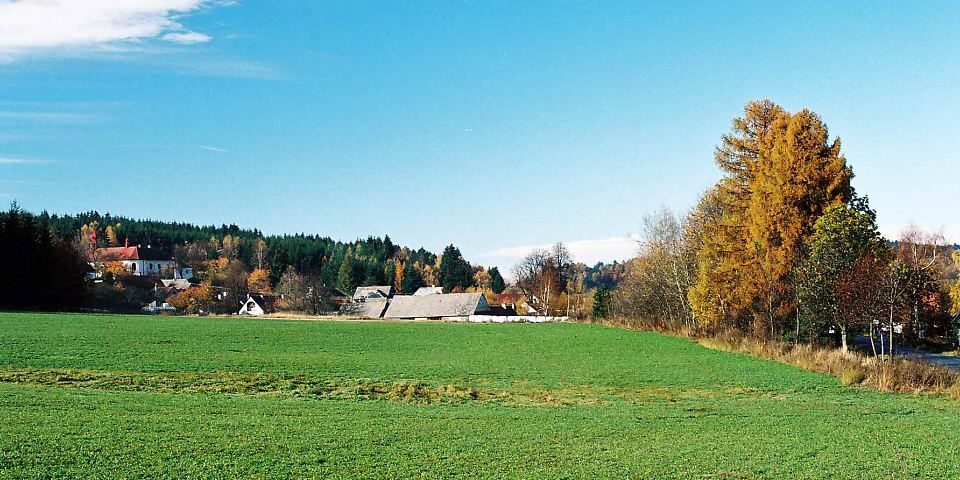
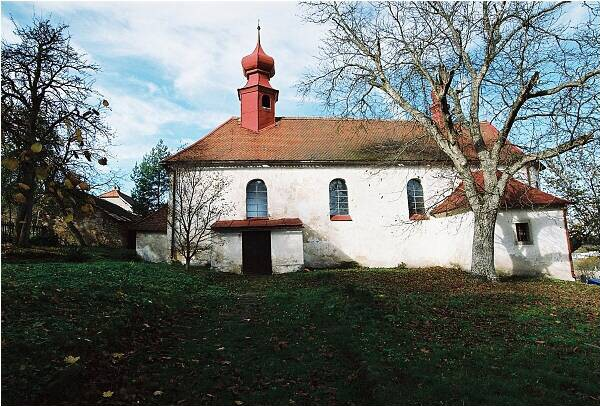
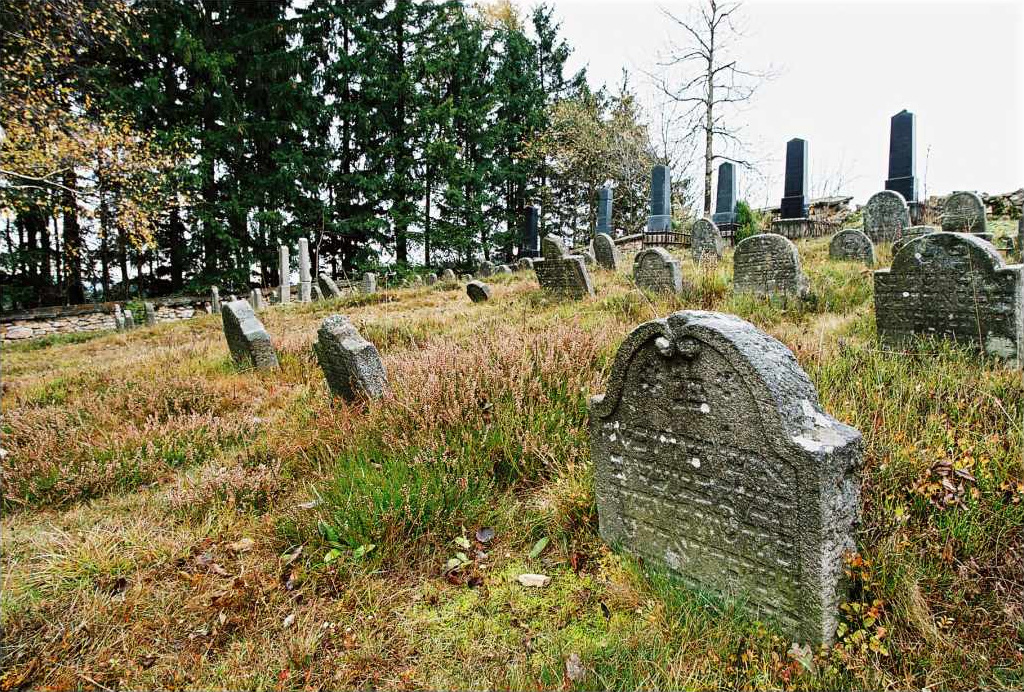